# Vazdazelene i zimzelene biljke
Vazdazelene biljke (lat. sempervirens) i zimzelene biljke (lat. perhiemans, u širem smislu i persistens) jesu biljke kojima ujesen ne otpada lišće nego ljeti i zimi ostaje zeleno na stabljici. List vazdazelenih biljaka na biljci ostaje zelen i po nekoliko godina (vegetacijskih sezona), dok list zimzelenih biljaka ostaje zelen do izbijanja novih listova sljedeće godine, kada otpada zelen – bez presahnjivanja i venjenja; dio listova može tako otpasti i ranije tijekom zime.
Od poznatijih vrsta, vazdazelene su npr. tri vrste hrasta (česmina, oštrika i plutnjak), planika, lemprika i zelenika, božikovina, lovorvišnja, smrič, bor, tisa, jela, smreka i druge. Zimzelene su biljke npr. kalina i zimzelena ruža.
Izvan stručnog botaničkog jezika pojmovi vazdazelen i zimzelen često se upotrebljavaju kao istoznačnice jer im je značenje u hrvatskom jeziku prema temeljnim botaničkim terminološkim djelima na drugim jezicima tek nedavno utvrđeno.
Lišće zimzelenog drveća obično je deblje i kožastije od lišća listopadnog drveća (onog koje odbacuje svoje lišće u jesen ili u tropskoj sušnoj sezoni) i često je igličasto ili ljuskasto kod češerskog drveća.
Mnoge tropske vrste širokolisnih cvjetnica trajno su zelene, a većina tropskih kišnih šuma sadrži biljke širokog vazda zelenog lišća. U hladno-umjerenim i arktičkim područjima vazdazelene biljke obično su stožasti grmovi ili drveće (četinari) kao što su borovi i jele.  Zimzelena šuma može biti igličasta, kao crnogorične šume sjeverne hemisfere, ili širokolisna, kao umjerene kišne šume južne hemisfere i široke sklerofilne šume (sa zadebljalim, stvrdnutim lišćem otpornim na gubitak vode) obalnih područja sjeverne hemisfere.